# God (음악 그룹)
god(지오디)는 대한민국의 5인조 보이 그룹이다. 2000년 3집 음반 184만 장, 그룹 이름은 "내 안의 또다른 나"라는 뜻을 담고 있다.
2001년 4집 음반 171만 장 이상을 판매하고, 방송 3사 가요대상을 수상하는 등 국민그룹으로 불리며 최고의 전성기를 구가했다. '100일간의 휴먼 콘서트'라는 타이틀에 매일 다른 주제로 구성된 콘서트 100회를 전회 매진시키며 성공적으로 끝마쳐, 공연계의 한 획을 긋기도 했다. 2004년 윤계상의 탈퇴 이후 4인조로 활동하다 2005년 7집 '하늘 속으로'를 끝으로 활동을 잠정 중단하고 각자 개인활동을 시작했다. 2012년 윤계상의 원테이블이라는 방송을 통하여 윤계상의 탈퇴 이후 첫 다섯명이 방송을 하게 되었으며 2014년 데뷔 15주년이 되는 해에 5인조로 8집을 발매하여 다시 그룹 활동을 재기하였다. 2019년 데뷔 20주년 기념으로 THEN&NOW 앨범을 발매하였다.

## 역사

### 초반
박준형은 1997년에 서양과 아시아의 영향을 혼합한 음악 그룹을 만들겠다는 목표를 가지고 대한민국에 도착했다. 박준형은 자신의 사촌인 데니 안을 영입했고, 오디션을 통해 후자의 친구였던 손호영, 윤계상, 김선아를 영입했다. 음악 그룹의 결성은 인재 관리회사였던 EBM(싸이더스에 합병되었다가 2005년에 다시 분리되면서 iHQ가 됨)이 1997년에 일어난 아시아 금융 위기, 대한민국의 IMF 구제금융 요청의 여파로 인하여 연습생들을 위한 재정 지원금을 삭감할 수밖에 없어서 처음부터 어려움이 많았다고 한다. 1년이 넘는 시간이 흐른 후, 임원들은 그들의 끈기 때문에 프로젝트를 계속할 수 있도록 허락했고, 싱어송라이터이자 JYP 엔터테인먼트의 설립자인 박진영을 그들의 프로듀서이자 멘토로 소개했다. 그러던 중에 김선아가 배우가 되기 위하여 떠났고, 1998년 7월에 아직 고등학생이었던 김태우가 합류했다. 이 그룹은 원래 "갓식스"(GOT6)로 불릴 예정이었으나 5인조 보이 밴드가 되면서 이름이 god(Groove Over Dose)로 바뀌었는데, 이후 박진영은 GOT7(갓세븐)의 그룹명이 GOT6에서 유래했다고 밝혔다.

### 결성
god는 1999년 1월 13일에 SBS 한밤의 TV연예에서 1집 음반의 타이틀곡인 "어머님께"의 라이브 공연을 선보이면서 데뷔했다. 이 노래의 뮤직비디오에는 배우 장혁이 출연했다. 이 노래는 god의 가장 유명한 노래들 가운데 하나가 되었지만, 처음 텔레비전으로 방영된 공연은 음악 산업계 인사들로부터 긍정적인 반응을 얻지 못했다. god는 또한 "옆집 남자들"과 같은 성격과 음악적인 재능으로 주목을 받았고, 시각적으로 호소력 있는 멤버들과 고도로 세련되고 활기찬 안무를 가진 그룹들에 주로 집중되었던 시대의 흐름과는 극명한 대조를 이루었다. 그들은 연말에 2집 음반을 발매했는데, 이전보다 훨씬 더 좋은 반응을 얻었고 음악 프로그램에서 사상 첫 1위를 안겨주었다.

### 주류 성공, 윤계상의 이탈, 공백
god는 2000년 1월, 일요일 일요일 밤에에서 방송된 god의 육아일기 코너에 출연했다. 이 코너는 god 멤버들이 생후 11개월이 된 한재민 군을 일주일 동안 맡고, 이들이 육아를 하는 모습을 그대로 방영했다. 본래 H.O.T.에게 먼저 섭외가 들어갔으나, H.O.T.가 바쁜 일정탓에 섭외를 거절하면서 god에게 섭외가 들어오게 되었다. 이 프로그램에서 멤버들은 각자 역할을 나눠 한재민 군을 돌봤는데, 손호영은 '엄마', 박준형은 '아빠', 윤계상은 '패션 담당', 김태우는 '오락 담당', 데니안은 '잠자리 담당' 등 역할 분담을 하였다. 아이돌 그룹이 자체 리얼리티를 런칭해 자신들의 생활 전체를 공개하는 컨셉은 사상 처음이었기에 큰 인기를 끌었으며, 2000년 4월부터 신규 런칭된 목표달성!토요일의 코너로 편입되어 토요일 시간대 시청률 1위를 기록하였다. 당시 큰 인기를 끌고 있던 KBS의 코미디 프로그램 개그콘서트가 개편을 맞아 토요일로 시간대를 이전하였다가 god의 육아일기에 밀려 다시 일요일대로 시간대를 옮겼다.
2000년 10월 발매된 정규 3집 《Chapter 3》는 190만장이 넘는 음반판매고를 기록하며 큰 성공을 거두었다. 타이틀 곡 《거짓말》을 비롯해 《촛불 하나》, 《하늘색 풍선》, 《니가 필요해》 등 수록곡들까지 전부 음악 방송에서 1위를 차지하거나 상위권에 들었다. god는 그 해 KBS 가요대상에서 커리어 첫 대상을 수상하였다. 2001년 11월 발매된 《Chapter 4》는 171만장을 판매하며 다시 한번 밀리언셀러를 기록했고, 같은 해 지상파 3사 가요대상을 수상한 것은 물론 골든디스크 시상식에서 본상 및 대상을 수상했다. 4집 앨범의 타이틀 곡 《길》과 후속곡 《니가 있어야 할 곳》, 《다시》 까지 히트를 쳤다.
god는 2001년 9월에 박준형이 한고은과 사귀고 있다는 사실이 밝혀진 이후에 거의 해체될 뻔했는데, 이는 당시 대한민국의 대부분의 팝 스타들에게 금기시되는 것으로 여겨졌다. god의 소속사였던 싸이더스에서는 박준형이나 그 외의 멤버들에게 알리지 않고 박준형이 god에서 퇴출될 것이며 god는 4인조 그룹으로 계속 활동할 것이라고 발표했다. 이에 god의 팬들은 박준형의 퇴출 철회를 요구하는 청원에 서명하고 콘서트 보이콧을 위협하는 한편 구매한 상품에 대한 환불을 요구했다. 이에 데니 안, 윤계상, 손호영, 김태우는 별도의 기자회견을 열어 박준형에 대한 지지를 표명했다. 결국 싸이더스는 2001년 11월에 박준형의 god 퇴출을 철회하게 된다.
2001년에 대한민국에서 가장 많은 음반이 팔린 아이돌 그룹으로 자리매김한 god는 2002년에 싱가포르에서 열린 제1회 MTV 아시아 어워드에서 대한민국 대표로 초청되어 대한민국의 인기 있는 가수 후보에 올랐다. god는 싱가포르에 체류하는 동안에 타임과의 인터뷰를 진행했고 2002년 7월 29일에 발행된 아시아판 표지에 실렸다. 그러나 이들이 출연한 기사는 대한민국의 음악 평론가, 언론, god의 소속사였던 싸이더스HQ로부터 비난을 받았다. 특히 싸이더스HQ는 대한민국의 가장 인기 있는 음악 그룹 중 하나인 god보다는 K-pop 산업에서 일어난 부패에 대한 윤계상의 의견에 중점을 맞췄다고 비판했다. god는 대한민국과 일본에서 공동 개최된 2002년 FIFA 월드컵 공식 사운드트랙에 수록된 "True East Side"를 녹음했다.
2002년 7월, god는 <100회 휴먼콘서트>를 시작했다. 본 공연은 god 멤버들이 100회 각자 다른 주제로 콘서트를 진행하는 것으로, 1차 공연(2002년 7월 11일~9월 22일)과 2차 공연(2002년 12월 25일~2003년 3월 30일) 총 45회 / 55회 공연을 진행하였다. <100회 휴먼콘서트>는 100회 전석 매진 기록은 물론, 마지막 공연의 암표가 200만원 어치에 거래되는 등 공연사의 한 획을 긋었다는 평가를 받았다. 또한 <100회 휴먼콘서트>는 한 장소에서 가장 오래 진행된 대중가수 공연으로 기네스북에 등재되었다. god는 100일 콘서트 진행과 함께 fangod 3기 창단식 및 5집 앨범 녹음을 병행하였고 같은 해 12월 27일, 정규 5집 <Chapter 5> 를 발매했다.
윤계상은 연기자로 활동하기 위해 2004년에 싸이더스와의 계약이 만료되면서 god에서 탈퇴하고 JYP엔터테인먼트로 자리를 옮겼다. 나머지 멤버들은 2장의 음반을 발표하면서 4인조 음악 그룹으로서의 활동을 계속했다. 그들은 2005년 12월에 마지막 콘서트를 열었고 2006년부터 활동을 중단했다. 여러 매체와 소식통들은 2006년과 2014년 사이에 이들이 해체된 것으로 묘사했다. 하지만, 나머지 멤버들은 앞으로 언젠가 5인조 음악 그룹으로 재회할 것을 팬들에게 약속했기 때문에 '해체'라는 표현을 쓰지 않기로 선택했다고 밝혔고, 멤버들은 연예계에 남게 된다. 박준형은 배우 활동을 위해 미국으로 돌아갔고, 데니 안은 배우가 되기 이전에 KBS 쿨FM의 키스 더 라디오를 진행했다. 손호영은 솔로 가수로 계속 활동했다. 나머지 4명의 멤버들은 2012년에 미국 로스앤젤레스에서 열린 한국 음악 페스티벌과 SBS MTV의 더 스테이지 빅플레저(The Stage Big Fleasure)에서 비공식적으로 재결합했다.

### 재결합
2013년부터 이미 god의 멤버들이 재결합 가능성에 대해 논의하고 있다는 추측이 있었다. 윤계상의 god 복귀가 확인된 이후에 god의 옛 소속사였던 싸이더스는 개별 경영진들과의 오랜 토론 끝에 그룹 활동을 승인했다. 2014년 5월 3일에 열린 god의 15주년 기념 콘서트는 대한민국의 종합 편성 채널인 JTBC에서 방영된 텔레비전 광고를 통해 발표되었고, 이어서 그들의 소속사로부터 확인되었다. 저급한 발표와 음악 프로그램 홍보를 거부했음에도 불구하고, god의 컴백은 광범위한 언론 보도를 받았는데, 대한민국 내에서는 활동적이지 않은 K-pop 아이돌 그룹 중에서 처음으로 모든 멤버들과 함께 컴백하면서 인터넷에서 화제가 되었다.
2014년 7월 8일에는 god의 8집 음반이 발매되었는데, 공식 컴백 투어를 위해 몇몇 곡들이 티저로 선공개되었다. 미리 발매된 싱글 미운오리새끼, 하늘색 약속은 둘 다 디지털 차트에서 "올 킬"을 달성했다. 또한 유튜브에서는 그들의 히트곡인 Friday Night에 대한 언급이 담긴 Saturday Night, 발라드곡인 우리가 사는 이야기 뮤직비디오가 업로드되었다. 이 음반은 2014년 10월에 "Thanks" 에디션으로 리패키지되어 발매되었는데, 윤계상이 팬들에게 감사를 표하기 위하여 작사한 신곡인 바람이 수록되었다.
god는 2014년 7월 12일에 서울종합운동장 보조경기장에서 약 14,000명의 팬들이 참석한 가운데 15주년 기념 투어를 시작했다. 이 콘서트는 12년 만에 5인조로서 그들의 첫 번째 콘서트였다. 당초 그들은 이틀 동안 서울에서 2번의 콘서트를 열 계획이었으나 인기 있는 수요로 인해 다른 4개 도시에서 8번의 공연 날짜를 더 연장했다. 그들은 또한 9월 5일에 방송된 KBS 유희열의 스케치북에서 게스트로 초청되어 12년 만에 처음으로 텔레비전 라이프 공연을 진행했다. 그들은 10월에 40,000명을 수용할 수 있는 규모를 가진 서울올림픽주경기장에서 앙코르 콘서트를 진행하면서 전국 투어를 마쳤고, 공연장에서 매진된 콘서트를 2번째로 열었다. god는 2014년 11월에 미국 캘리포니아주 로스앤젤레스의 스테이플스 센터와 뉴저지주 뉴어크의 프루덴셜 센터에서 콘서트를 여는 등 해외 투어를 연장했고, 빅뱅의 BIGBANG ALIVE GALAXY TOUR 2012 이후 처음으로 미국 내 경기장에서 공연을 진행한 대한민국의 음악 그룹이 되었다.
god는 2015년에 KBS1에서 생중계된 광복 70주년 기념 "나는 대한민국" 콘서트에서 5인조 라이브 공연을 했다. 2015년 12월 9일에는 싱글 웃픈 하루를 발매했고, 다가오는 연말 콘서트를 기대하면서 유튜브를 통해 CJ E&M에 의해 제작된 뮤직비디오를 업로드했다. 비록 이 그룹이 이 노래를 전혀 홍보하지 않았지만, 이 그룹은 그 달에 가장 많이 다운로드된 싱글 30위 안에 들었고 6주 연속 가온 디지털 차트에 머물렀다. 그들은 팬들과 함께 크리스마스 연휴와 새해를 축하하기 위해 대구와 부산으로 가기 전에 5일 동안 서울에서 매진 콘서트를 열었다. 그들은 2016년에 멤버들이 솔로 활동을 하는 동안에 휴식을 가졌다.
god는 2017년의 첫 두 달 동안에 걸쳐 재결합 이후에 열린 2번째 전국 투어에 나섰다. g.o.d to MEN이라는 제목의 이 투어는 서울에서 시작되어 인천, 대구, 고양(일산), 광주, 부산에서 차례대로 이어졌다. 1월 13일에 열린 인천 콘서트는 데뷔 18주년 기념일과 맞물려 딘딘이 주최한 특별한 팬 행사로 정점을 찍으면서 몇 시간 정도 연장되었다.
2018년 9월 19일에는 JTBC가 god 멤버들의 스페인 카미노데산티아고 산책 여행을 기록한 10부작 여행 버라이어티 프로그램인 같이 걸을까의 예고편을 공개했다. 이 프로그램은 god의 데뷔 20주년을 기념하기 위한 일련의 프로젝트의 일환으로서 2018년 10월 11일에 방영되기 시작했다. 11월 27일에는 싱글 눈이 내린다를 발매했고, 훨씬 젊은 상대들의 치열한 경쟁에도 불구하고 9백만 건 이상의 다운로드와 스트리밍으로 그 주 가온 디지털 차트에서 63위로 데뷔했다. god는 2018년 11월 30일부터 12월 2일까지 서울 올림픽체조경기장에서 "Greatest"라는 제목의 콘서트를 연 뒤 12월 22일과 25일에 각각 부산과 대구에서 공연을 가졌다. 국민일보는 god의 콘서트가 1위 곡만으로 구성된 전체 세트 리스트를 종합할 수 있는 몇 안 되는 K-pop 그룹 가운데 하나로 적절하게 이름붙여졌다고 언급했다. 2019년 1월 10일에는 음반 Then & Now가 발매되었는데, 박진영이 작곡한 타이틀곡, 이전 음반에 수록된 곡들을 리믹스하여 재녹음하는 등 새로운 오리지널 소재가 혼합되어 있다. 1월 13일에는 god의 데뷔 20주년을 기념하기 위한 차원에서 올림픽체조경기장에서 매진된 마지막 콘서트를 열면서 관객들에게 감사를 표했다.

## 구성원
| 이름    | 소개 |
| ------- | --- |
| 박준형  | - 이름 : 박준형 - 생년월일 : 1969년 7월 20일(55세) - 출생지 : 대한민국 서울특별시 성북구 성복동 - 학력 : 롱 비치 캠퍼스 그래픽디자인학과 - 활동기간 : 1999년 1월 13일 ~ 현재 |
| 윤계상  | - 이름 : 윤계상 - 생년월일 : 1978년 12월 20일(46세) - 출생지 : 대한민국 서울특별시 송파구 잠실동 - 학력 : 경희대학교 포스트모던음악학과 - 활동기간 : 1999년 1월 13일 ~ 현재  |
| 데니 안 | - 본명 : 안신원 - 생년월일 : 1978년 12월 22일(46세) - 출생지 : 미국 워싱턴 주 시애틀 - 학력 : 단국대학교 연극영화과 - 활동기간 : 1999년 1월 13일 ~ 현재                      |
| 손호영  | - 이름 : 손호영 - 생년월일 : 1980년 3월 26일(45세) - 출생지 : 미국 뉴저지 주 - 학력 : 단국대학교 연극영화과 - 활동기간 : 1999년 1월 13일 ~ 현재                              |
| 김태우  | - 이름 : 김태우 - 생년월일 : 1981년 5월 12일(44세) - 출생지 : 대한민국 경상북도 구미시 형곡동 - 학력 : 경희대학교 포스트모던음악학과 - 활동기간 : 1999년 1월 13일 ~ 현재     |

## 디스코그래피

### 싱글
| 발매일     | 싱글                      | 수록곡                                                                |
| ---------- | ------------------------- | --------------------------------------------------------------------- |
| 2014-05-08 | 〈미운오리새끼〉          | 1. 미운오리새끼 2. 미운오리새끼 (Inst.)                               |
| 2014-10-22 | 〈Thanks Edition `바람`〉 | 1. 바람 2. 바람 (Inst.)                                               |
| 2015-12-09 | 〈god Single Album〉      | 1. 웃픈 하루 2. 네가 할 일 3. 웃픈 하루 (Inst.) 4. 네가 할 일 (Inst.) |
| 2018-11-27 | 〈눈이 내린다〉           | 1. 눈이 내린다 2. 눈이 내린다 (Inst.)                                 |

### 라이브
- 2001년 god 2001 Live Concert 다섯 남자 이야기

### 참여
- 2002년 《The Official Album of the 2002 FIFA World Cup》 - 〈True East Side〉
- 2002년 영화 《챔피언》 OST
- 2003년 텔레비전 애니메이션 《올림포스 가디언》 주제가 - 사운드트랙 음반 《god와 함께 하는 올림포스 가디언》

### 뮤직비디오
- 2001년 차태현 I Love You (맴버 전원출연)

### 저서
- 《god의 하늘색 일기》 2003년 3월 12일, 알라딘

## CF
- 1999년 모토로라 윙스
- 2000년 KT NA (박용진, 김상경과 공동출연)
- 2000년 오디션닷컴
- 2000년 SK네트웍스 스마트
- 2000년 롯데칠성 펩시콜라
- 2001년 해태제과식품 하몬스
- 2001년 센추리에어컨 (GOD의 육아일기 팀으로 출연)
- 2001년 해태제과식품 2&4바
- 2001년 해태아이스크림 부라보콘
- 2001년 KT 한미르
- 2001년 해태제과식품 자유시간
- 2002년 KT 메가패스
- 2002년 현대자동차 CLICK
- 2002년 서울우유 기업PR
- 2002년 알유진
- 2003년 위니아전자 써머스
- 2004년 LG전자 싸이언 뮤직폰
- 2005년 피자헛 메가핫치킨피자
- 2005년 롯데GRS 환경부

## 수상 경력
| 연도   | 수상 내역 |
| ------ | --- |
| 1999년 | - 12월 11일 KMTV 가요대전 '본상' 수상 - 12월 29일 SBS 가요대전 '인기상' 수상 |
| 2000년 | - 11월 24일 Mnet 뮤직비디오 페스티벌 '남자그룹 최우수' 수상 - 12월 1일 영상음반 대상 골든디스크 시상식 '본상' 수상 - 12월 6일 서울가요대상 '본상' 수상 - 12월 13일 KMTV 가요대전 '본상' 수상 - 12월 29일 SBS 가요대전 '10대 가수상' 수상 - 12월 30일 KBS 가요대상 대상 수상 - 12월 31일 MBC 10대 가수 가요제 '본상' 수상 |
| 2001년 | - 5월 2일 한국조폐공사, 정통부 선정 The First Korea 2001 '최고 그룹 가수상' 수상 - 6월 2일 KBS 제2회 대한민국 영상대전 가수부문 '포토제닉' 수상 - 9월 3일 제28회 한국방송대상 가수부분 최우수상 수상 - 9월 6일 2001 MTV 뮤직비디오 시상식-'MTV 코리아 뷰어즈 초이스 부문' 수상. - 12월 7일 제12회 서울가요대상 '본상' 수상 - 12월 14일 골든디스크 시상식 '본상' 및 대상 수상 - 12월 19일 KMTV 가요대전 '본상' 수상 - 12월 29일 SBS 송년특집 2001 SBS 가요대전 '본상', 대상 수상 - 12월 30일 KBS 송년특집 2001 KBS 가요대상 '본상', 대상 수상 - 12월 31일 MBC 10대가수가요제 '30대 미만, 이상이 뽑은 10대 가수상', 30대 미만이 뽑은 최고 가수상 |
| 2002년 | - 2월 2일 MTV Asia Music Awards 한국 대표 참가(싱가포르) - 12월 31일 MBC 10대 가수 가요제 '본상' 수상 |
| 2004년 | - 12월 25일 KBS 연예대상 '최우수 라디오 DJ상' 데니안 |
| 2005년 | - 2월 5일 뮤직박스 '보통날' 5주째 정상 - 3월 4일 '2005 각막기증의 해 선포식' 각막기증 홍보대사 위촉 - 4월 8일 대한안과학회, god공로패 수여 - 11월 24일 SBS 대한민국 영상대전 가수부문 ‘포토제닉’ 수상 - 12월 7일 제 20회 2005 골든디스크 본상 및 PAVE 인기상 수상 - 12월 29일 SBS 가요대전 '본상' 수상 - 12월 30일 KBS 가요대상 '올해의 가수상' 수상 |
| 2014년 | - 10월 28일 스타일 아이콘 어워즈 2014 'Style Icon상' 수상 - 11월 13일 2014 멜론 뮤직 어워드 'TOP 10', '올해의 앨범상' 수상 |
| 2015년 | - 1월 28일 제4회 가온 차트 K-POP 어워드 '올해의 가수상 <음원부문> 5월' 수상 |

### 가요 프로그램 1위
| 연도             | 수상 내역 (총 53회) |
| ---------------- | --- |
| 2000년 (총 20회) | - 사랑해 그리고 기억해 (총 2회) - 1월 9일 SBS 《인기가요》 1위 - 2월 1일 KBS 《뮤직뱅크》 1위 - 애수 (총 5회) - 3월 5일 SBS 《인기가요》 1위 - 3월 12일 SBS 《인기가요》 1위 - 3월 14일 KBS 《뮤직뱅크》 1위 - 3월 19일 SBS 《인기가요》 1위 (트리플 크라운) - 3월 21일 KBS 《뮤직뱅크》 1위 (2주 연속) - Friday Night (총 4회) - 4월 9일 SBS 《인기가요》 1위 - 4월 11일 KBS 《뮤직뱅크》1위 - 4월 16일 SBS 《인기가요》 1위 - 4월 23일 SBS 《인기가요》 1위 (트리플 크라운) - 거짓말 (총 9회) - 11월 25일 MBC 《음악캠프》 1위 - 11월 30일 KBS 《뮤직뱅크》 1위 - 12월 3일 SBS 《인기가요》 1위 - 12월 7일 KBS 《뮤직뱅크》 1위 - 12월 9일 MBC 《음악캠프》 1위 - 12월 10일 SBS 《인기가요》 1위 - 12월 14일 KBS 《뮤직뱅크》 1위 (3주 연속, 골든컵) - 12월 16일 MBC 《음악캠프》 1위 (3주 연속, King of the Camp) - 12월 17일 SBS 《인기가요》 1위 (트리플 크라운) |
| 2001년 (총 11회) | - 니가 필요해 (총 4회) - 1월 27일 MBC 《음악캠프》 1위 - 2월 3일 MBC 《음악캠프》 1위 (2주 연속) - 2월 4일 SBS 《인기가요》 1위 - 2월 11일 SBS 《인기가요》 1위 (2주 연속) - 길 (총 7회) - 12월 8일 MBC 《음악캠프》 1위 - 12월 9일 SBS 《인기가요》 1위 - 12월 15일 MBC 《음악캠프》 1위 - 12월 16일 SBS 《인기가요》 1위 - 12월 22일 MBC 《음악캠프》 1위 - 12월 23일 SBS 《인기가요》 1위 (트리플 크라운) - 12월 29일 MBC 《음악캠프》 1위 (4주 연속) |
| 2002년 (총 5회)  | - 니가 있어야 할 곳 (총 5회) - 1월 27일 SBS 《인기가요》 1위 - 2월 2일 MBC 《음악캠프》 1위 - 2월 3일 SBS 《인기가요》 1위 - 2월 9일 MBC 《음악캠프》 1위 (2주 연속) - 2월 10일 SBS 《인기가요》 1위 (트리플 크라운) |
| 2003년 (총 1회)  | - 편지 (총 1회) - 3월 2일 SBS 《인기가요》 뮤티즌송 |
| 2005년 (총 17회) | - 보통날 (총 6회) - 1월 9일 SBS 《인기가요》 뮤티즌송 - 1월 13일 M.net 《엠카운트다운》 1위 - 1월 16일 SBS 《인기가요》 뮤티즌송 (2주 연속) - 1월 22일 MBC 《음악캠프》 1위 - 1월 27일 M.net 《엠카운트다운》 1위 (통산 2주) - 1월 29일 MBC 《음악캠프》 1위 (2주 연속) - 반대가 끌리는 이유 (총 5회) - 1월 30일 SBS 《인기가요》 뮤티즌송 - 2월 6일 SBS 《인기가요》 뮤티즌송 - 2월 13일 SBS 《인기가요》 뮤티즌송 (트리플 크라운) - 2월 19일 MBC 《음악캠프》 1위 - 3월 5일 MBC 《음악캠프》 1위 (2주 연속) - 2♡ (총 6회) - 11월 19일 MBC 《쇼! 음악중심》 1위 - 11월 26일 MBC 《쇼! 음악중심》 1위 (2주 연속) - 12월 3일 MBC 《쇼! 음악중심》 1위 (3주 연속) - 12월 4일 SBS 《인기가요》 뮤티즌송 - 12월 8일 M.net 《엠카운트다운》 1위 - 12월 10일 MBC 《쇼! 음악중심》 1위 (4주 연속)                                                                            |

## 사건
2001년 8월 30일 3집 활동 종료 후 박준형과 한고은의 열애설이 알려지게 되자 소속사인 싸이더스측에서 박준형이 나머지 4명의 멤버들과 어울리지 못하고 돌출행동을 했다는 이유 등이 발단이 되면서 9월 10일, 소속사는 나머지 4명으로 활동하고 박준형을 퇴출키로 결정한 것. 이 사실이 알려지자 팬들은 소속사 홈페이지에 박준형의 퇴출을 반대하는 글을 올렸고, 일부 팬들은 성금을 모금하기도 하였다.
이 사건은 언론에까지 알려지게 되었으며 조선일보, 중앙일보, 동아일보 등의 신문사들도 퇴출을 반대하는 광고를 내보내기도 하였다. 이 때 4명의 멤버들은 이미 잠적한 상태였다.
결국 이를 받아들이기 힘들다고 판단한 나머지 4명의 멤버들은 9월 13일, 서울 힐튼호텔에서 기자회견을 갖고 "박준형 없이는 더 이상 god가 아니다"라고 입장을 밝혔고 9월 19일, 소속사는 10일만에 박준형의 퇴출 결정을 철회하였다.

## 같이 보기
- 호우 (유닛)
- 박진영
- 신화